# Mésange à front blanc
Sittiparus semilarvatus
Espèce
Statut de conservation UICN

NT : Quasi menacé
Synonymes
- Parus semilarvatus
- Melaniparus semilarvatus
- Cyanistes semilarvatus
- Poecile semilarvatus

La Mésange à front blanc (Sittiparus semilarvatus) est une espèce de passereau de la famille des Paridés. Endémique des Philippines, elle se rencontre à l'état naturel dans les forêts tropicales ou subtropicales humides de plaine. Elle est menacée par la destruction de son habitat.
L'espèce est formellement décrite en 1865 par l'ornithologue italien Tommaso Salvadori sous le nom binomial Melaniparus semilarvatus. Anciennement incluse dans le genre Parus, elle est transférée vers le genre Sittiparus lors de la division de Parus en plusieurs genres distincts après la publication d'une analyse phylogénétique moléculaire détaillée en 2013, ; le genre Sittiparus avait initialement été établi par le naturaliste et homme politique belge Edmond de Sélys Longchamps en 1884 avec la mésange variée en tant qu'espèce type,.
Trois sous-espèces de mésanges à front blanc sont recensées : S. s. snowi (Parkes, 1971), native du nord-est de l'île de Luçon ; S. s. semilarvatus (Salvadori, 1865), du centre et de l'est de Luçon ; et S. s. nehrkorni (Blasius, 1890), de Mindanao.